# Al Doctor Trueta
Al Doctor Trueta es un monumento escultórico situado en la rambla del Poblenou con Pere IV, en el distrito de San Martín de Barcelona. Fue creado en 1978 por Josep Ricart. El monumento está dedicado al médico catalán Josep Trueta i Raspall (Barcelona, 1897-1977), catedrático de Ortopedia de la Universidad de Oxford y autor de una historia de Cataluña en inglés, The Spirit of Catalonia (1940).

## Historia y descripción

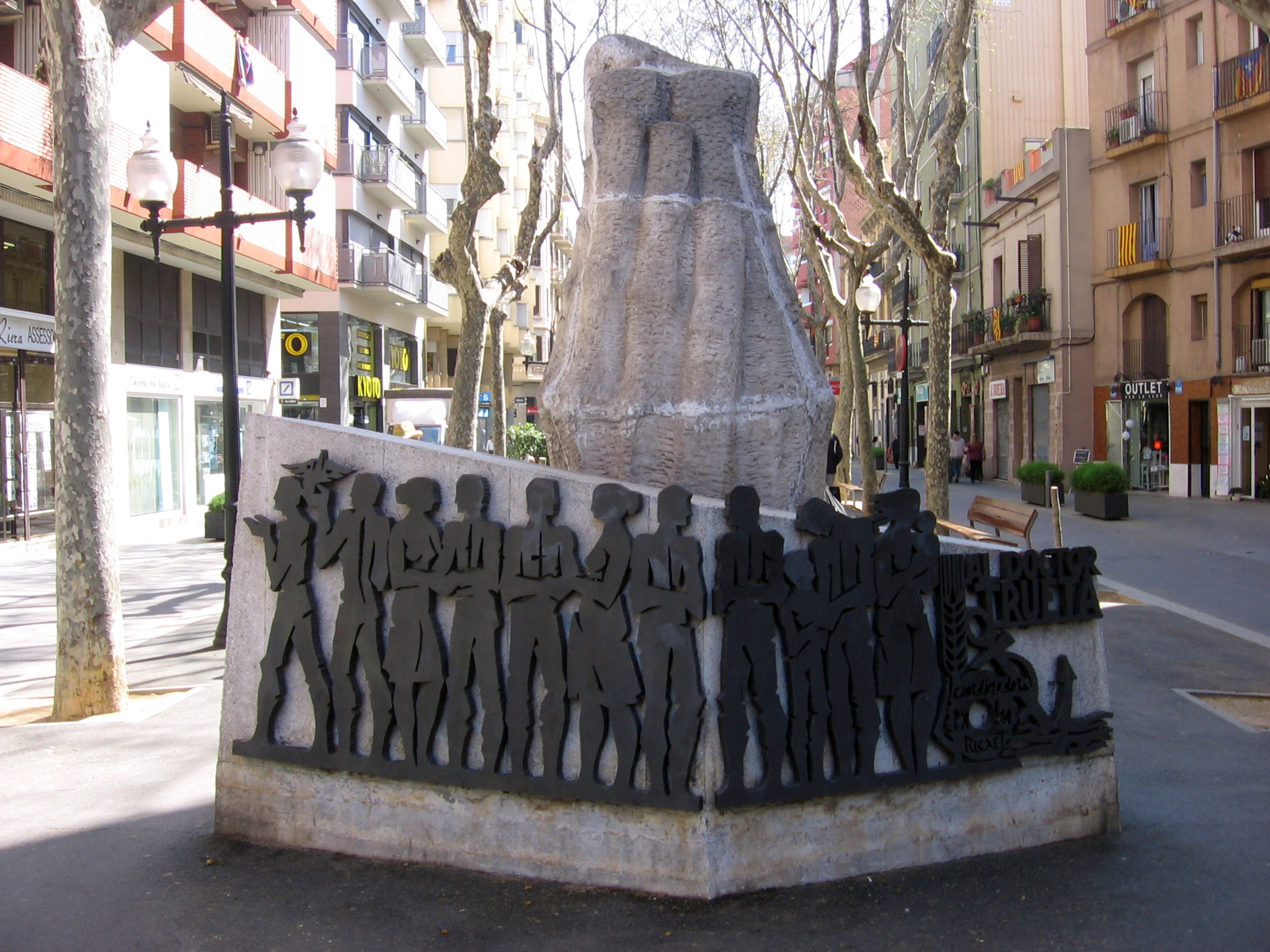
Parte posterior del monumento.

El monumento fue promovido por la Coordinadora de Entidades del Pueblo Nuevo, en honor de este ilustre médico hijo del barrio, y fue sufragado con una suscripción popular, justo al año de su muerte. Se encargó al escultor Josep Ricart, también vecino del barrio y definido por él mismo como "artista social del pueblo". La obra se colocó en la Rambla del Poblenou con Pere IV, donde se inauguró el 9 de abril de 1978 con la asistencia del consejero de Cultura de la Generalidad, Pere Pi-Sunyer y una hija del médico, Montserrat Trueta Llacuna, esposa del político Ramón Trias Fargas.
La obra estaba inicialmente en el tramo superior de la Rambla del Poblenou, donde destacaba por su frontalidad, pero al abrirse la rambla hasta la Diagonal ha quedado más como una escultura exenta, perceptible por todos sus costados, que no estaban pensados para esta perspectiva y quedan así un poco malparados. En su parte frontal se percibe una figura humana de trazos estilizados sostenida por unas gigantescas manos, con la cabeza gacha y la mano izquierda sobre el pecho, con la apariencia de ser una persona moribunda. Se podría interpretar entonces como la figura de Cristo recogida por las manos de Dios, pero teniendo en cuenta la labor del homenajeado debe verse como un enfermo acogido por la Medicina. Este conjunto se apoya sobre una peana de hormigón en cuya parte derecha figura un busto en relieve del doctor con su nombre escrito, mientras que a la izquierda aparecen las fechas vitales de Trueta. En la parte posterior del monumento, dejando de lado los dedos de las manos gigantescas que sobresalen de la obra frontal, hay un relieve en hierro en la parte inferior con diversas figuras humanas esbozadas en sus rasgos fundamentales, parecidas a la iconografía de algunas iglesias catalanas. Una de las figuras porta un caduceo, símbolo de la medicina. Al lado de estas figuras, en la parte derecha, hay una rueda, un ancla y una espiga de trigo, con la inscripción Al Doctor Trueta.